# Elattoneura centralis
Elattoneura centralis är en trollsländeart som först beskrevs av Hagen in Selys 1860.  Elattoneura centralis ingår i släktet Elattoneura och familjen Protoneuridae. Inga underarter finns listade i Catalogue of Life.